# Wooroonooran

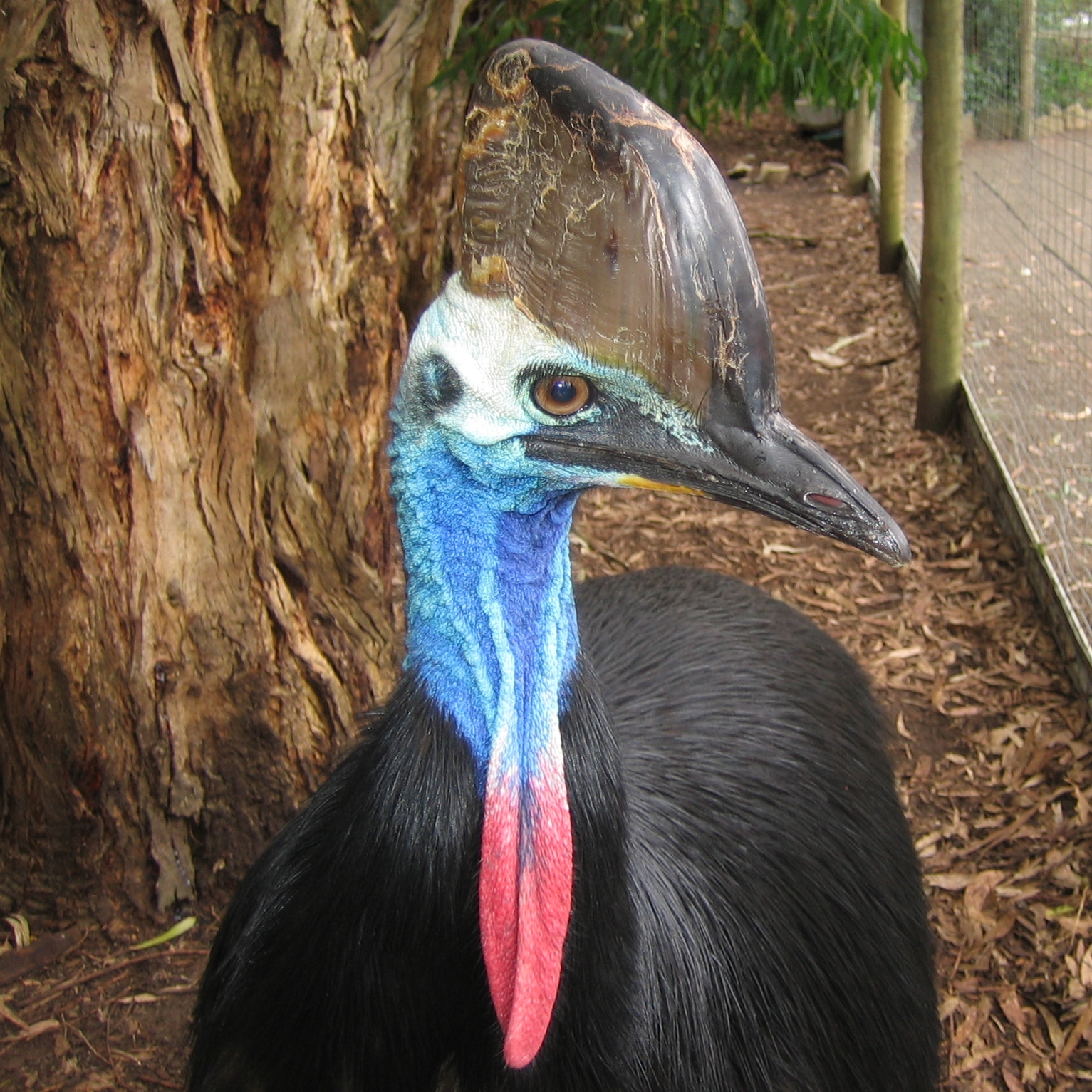
O IBA é um local importante para Casuar-do-sul

A Wooroonooran, conhecida como Wooroonooran Important Bird Area é um conjunto de área de 5125 m² de terra florestada localizada em maior parte nos trópicos úmidos de Queensland, Austrália. É listada como Patrimônio da Humanidade.

## Descrição
O santuário de pássaros abrange uma grande parte das florestas tropicais da Austrália, que se estende do sul de Port Douglas até Cairns e continua em direção a Lucinda. A área é dominada por duas montanhas de granito, o Monte Bartle Frere (1622 metros) e o Monte Bellenden Ker (1593 metros), ambos são os picos mais altos do norte da Austrália.

## Flora e Fauna
A área foi declarada uma Área Importante de Pássaros (IBA) pela BirdLife International, pois esta zona abriga uma grande população de Casuar-do-sul (Casuarius casuarius). Há também populações de Ailuroedus dentirostris, Prionodura newtoniana, Malurus amabilis, Xanthotis macleayanus, Lichenostomus frenatus, Meliphaga notata, Oreoscopus gutturalis, Sericornis keri, Acanthiza katherina, Orthonyx spaldingii, Colluricincla boweri, Arses kaupi, Cophixalus neglectus e Tregellasia capito, essas espécies são endêmicas das florestas tropicais de Queensland.
Além das aves, há uma série de outros animais, alguns exemplos são: Pseudochirops archeri, Pseudochirulus herbertensis, Lemuren-Ringbeutler, Lumholtz-Baumkänguru, Taudactylus rheophilus, Cophixalus neglectus, Techmarscincus jigurru, Eulamprus frerei e Eulamprus sokosoma.

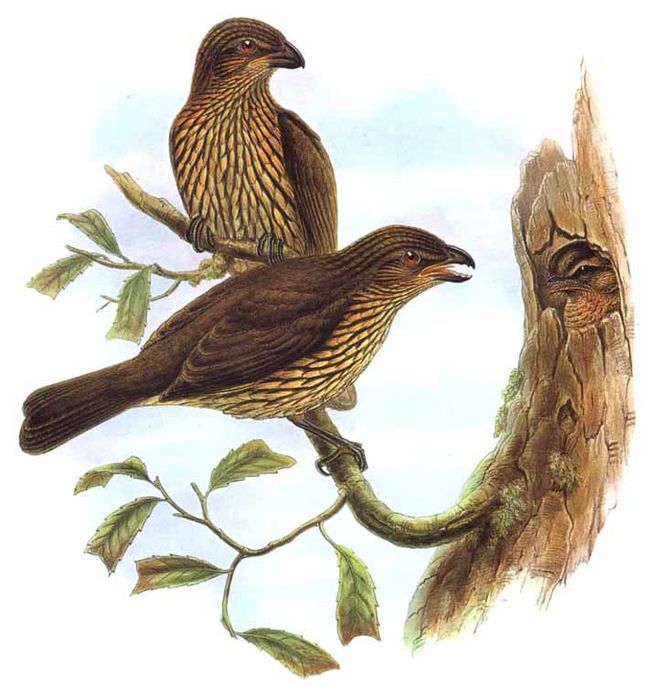
Ailuroedus dentirostris
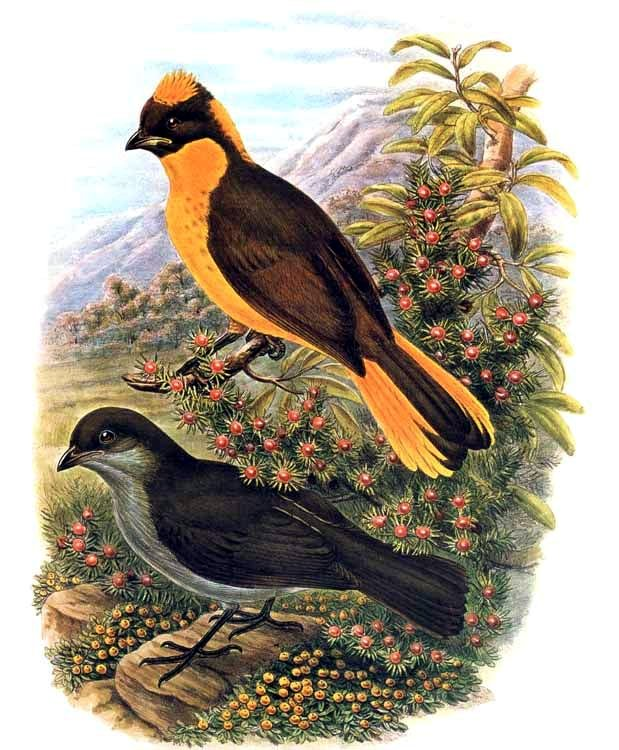
Prionodura newtoniana
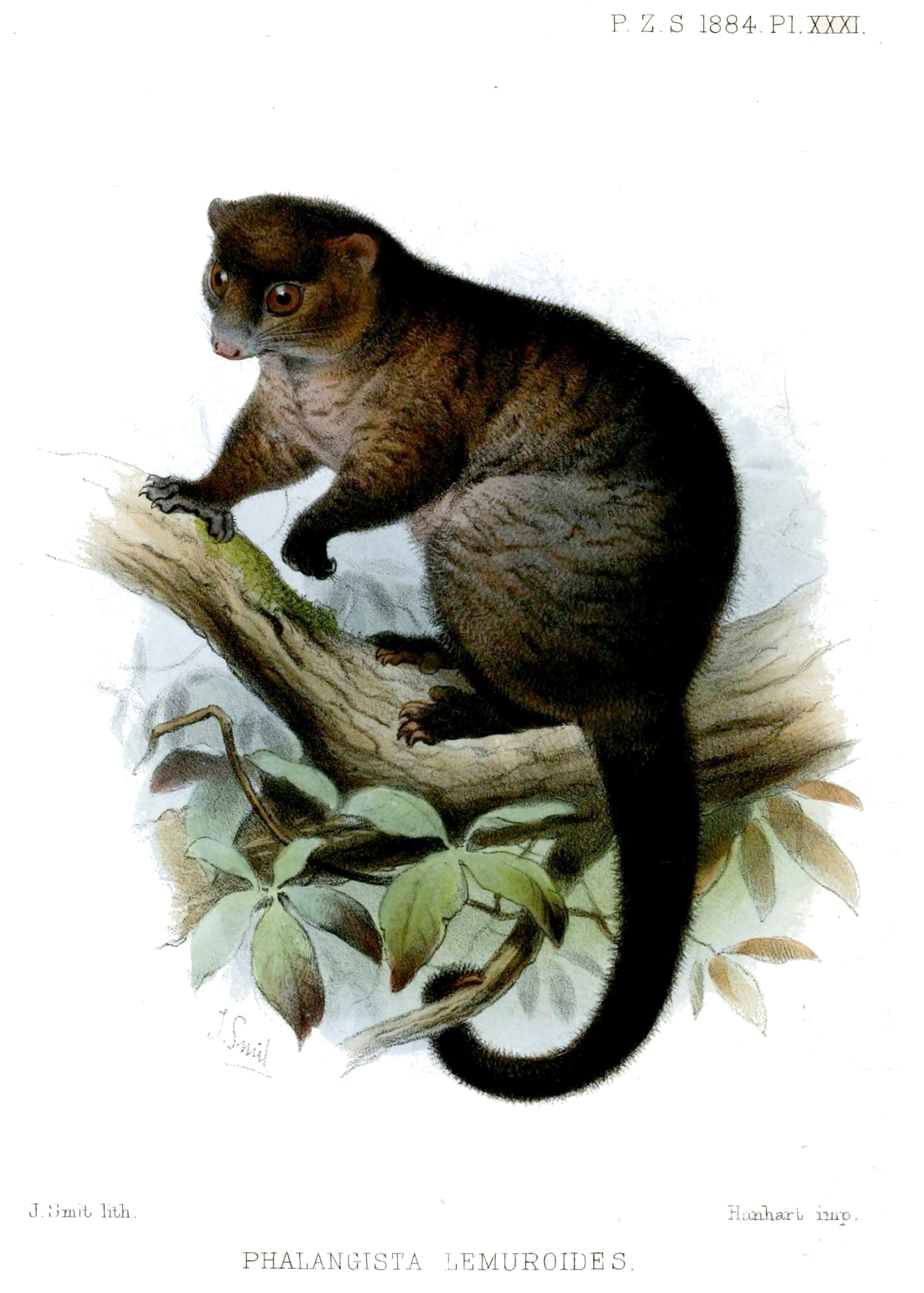
Lemuren-Ringbeutler
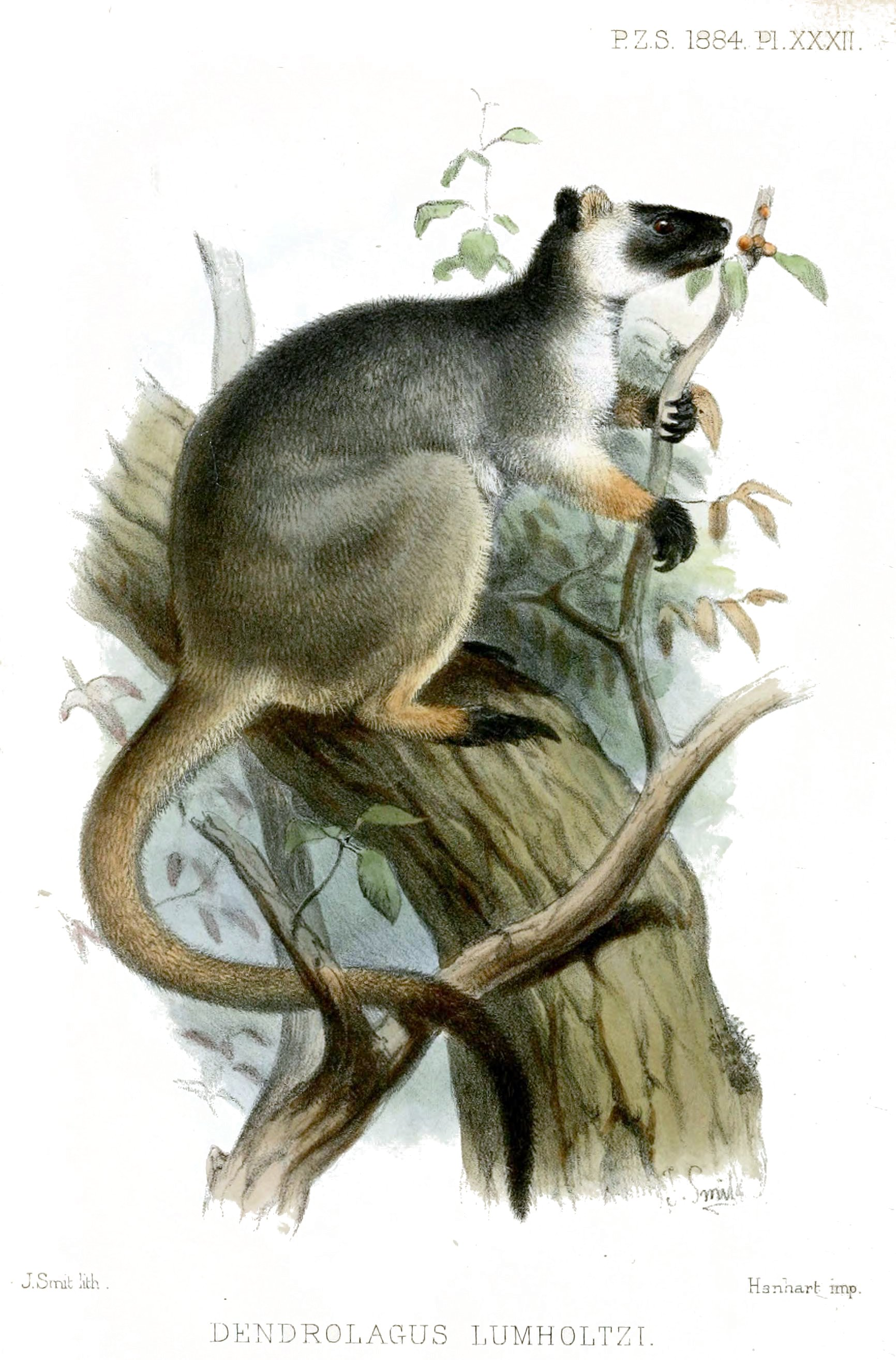
Lumholtz-Baumkänguru